# Synasellus exiguus
Synasellus exiguus is een pissebed uit de familie Asellidae. De wetenschappelijke naam van de soort is voor het eerst geldig gepubliceerd in 1944 door Braga.